# Tipula sternalis
Tipula sternalis är en tvåvingeart som beskrevs av Günther Theischinger 1977. Tipula sternalis ingår i släktet Tipula och familjen storharkrankar. Inga underarter finns listade i Catalogue of Life.